# Vitina (gmina)
Vitina (cyr. Витина, alb. Vitisë) – gmina w Kosowie w regionie Gnjilane. Ma około 276 km² powierzchni i jest zamieszkana przez 47 507 osób (szacunki na 2020 rok). Głównym miastem jest Vitina.
Według spisu powszechnego z 1991 na terenie gminy mieszkało 45 078 Albańczyków, 7 002 Serbów i 178 Czarnogórzan, natomiast w 2011 roku było to 46 669 Albańczyków i 113 Serbów.
Gospodarka gminy jest oparta na rolnictwie i drobnym handlu.